# Бертран II де Бо (сеньор де Берр)
Бертран II де Бо (фр. Bertrand II des Baux, ум. 1309) — сеньор де Берр с 1266, барон де Трогессана с 1274.
Сын Гильома I де Бо, сеньора де Берр, и Эшари де Турнель.
В 1266 принес оммаж архиепископу Арля за все свои сеньории. Затем, с двумя сыновьями, Гуго де Монфором и Бертраном III и кузенами, отправился в недавно завоеванное Карлом Анжуйским Сицилийское королевство. Карл назначил его в 1266 юстициарием Абруцци, затем, в 1274 дал ему баронию Трогессана в Абруцци. Бертран вернулся из провинции ко двору из-за смерти бездетного Бертрана де Пертюи, племянника Барраля I де Бо. В 1286 получил в пожизненный фьеф от своего кузена Гуго де Бо де Мейрарга замки Мейрарг, Гардан, Роквер, Жемено и долину О. В 1308 добился от Карла II права юрисдикции над землями Мурье и Англь.

## Семья
Жена: Беренгария де ла Пэн.
Дети:
- Бертран III де Бо
- Гуго де Монфор (ум. 1344), камергер Карла II. Жена: Рен де Бюдо. Умер бездетным.
- Гильом II де Бо де Берр (ум. 1344). Жена: Элеонора де Бо де Мариньян. Умер бездетным.
- Изоарда. Муж: Понс де Бовуазен де ла Пэн. Была убита своим мужем. Тот, несмотря на родство с дофином Умбертом II, был отдан им под суд, приговорен к смерти и заживо сожжен на площади Вьенна.